# Zalmachtigen
De superorde van de Zalmachtigen (Protacanthopterygii) bestaat uit straalvinnige vissen. Ze zijn onder te verdelen in de volgende orden, onderorden en families:
- Superorde: Protacanthopterygii (Zalmachtigen) 
  - Orde: Argentiniformes (Zilversmelten) 
    - Onderorde: Argentinoidei
      - Familie: Argentinidae (Zilversmelten)
      - Familie: Opisthoproctidae (Hemelkijkers)
      - Familie: Microstomatidae

    - Onderorde: Alepocephaloidei
      - Familie: Platytroctidae (Glaskopvissen)
      - Familie: Bathylaconidae (Gladkopvissen)
      - Familie: Alepocephalidae (Gladkopvissen)

  - Orde: Osmeriformes (Spieringachtigen)
    - Familie: Osmeridae (Spieringen)
    - Familie: Retropinnidae (Nieuw-Zeelandse snoekforellen of smelten)
    - Familie: Galaxiidae (Snoekforellen)

  - Orde: Salmoniformes (Zalmen) 
    - Familie: Salmonidae (Zalmen)

  - Orde: Esociformes (Snoekachtigen)
    - Familie: Esocidae (Snoeken)
    - Familie: Umbridae (Hondsvissen)